# Gaspar de Guzmán, Conde de Olivares

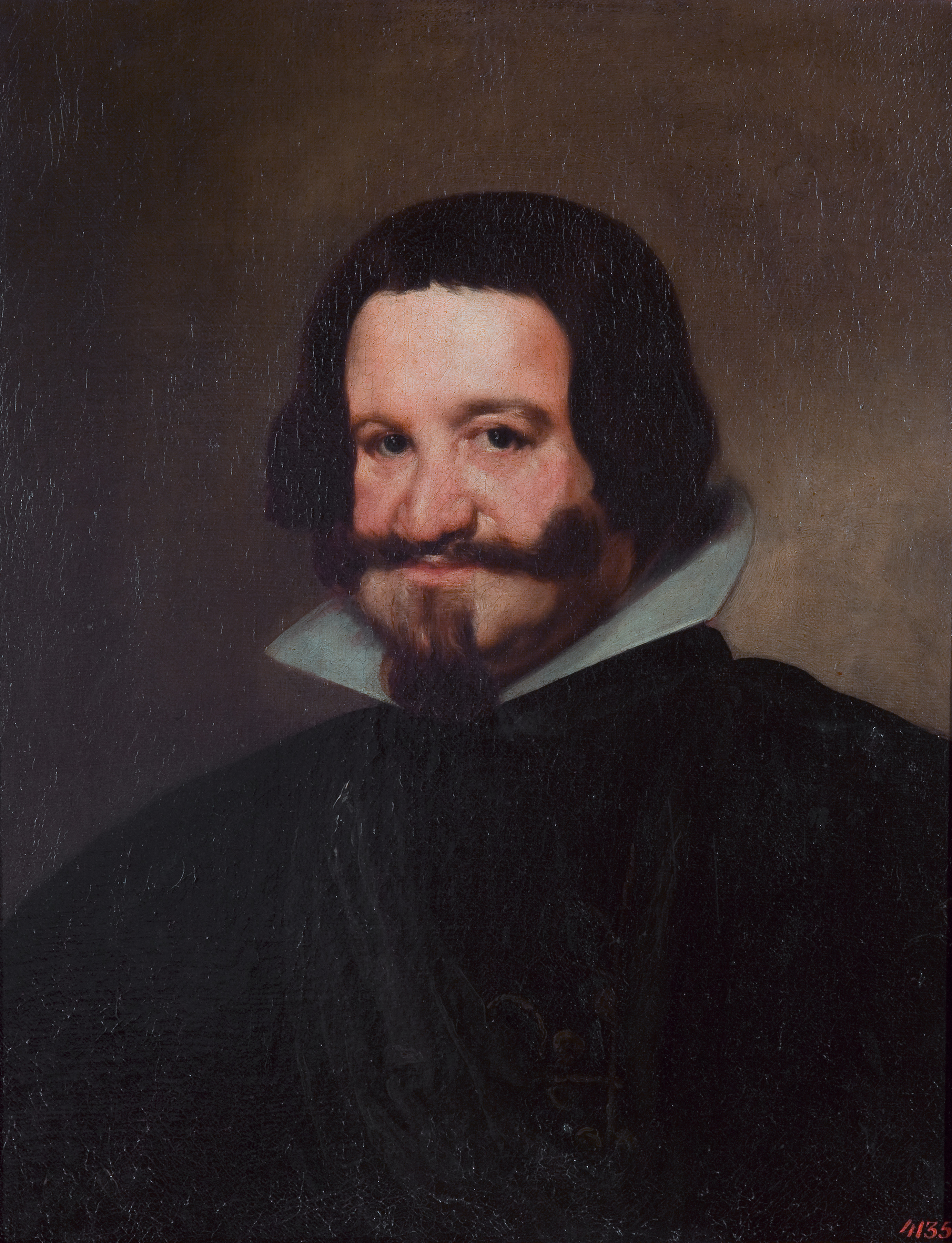
Gaspar de Guzmán, Conde Duque de Olivares. Porträt von Diego Velázquez (1638).
Olivares’ Unterschrift:

Gaspar de Guzmán, Graf von Olivares, Herzog von Sanlúcar, auch bekannt als Conde-Duque de Olivares (* 6. Januar 1587 in Rom; † 22. Juli 1645 in Toro) war einer der führenden Minister Spaniens in der Regentschaft von König Philipp IV. Er regierte von 1623 bis 1643. Sein Ziel war es, die Zentralgewalt in Spanien zu stärken, wodurch er Aufstände auslöste, die schließlich durch Hofintrigen zu seinem Sturz führten.

## Leben
Olivares’ Familie gehörte zu den einflussreichsten Sippen Andalusiens. Seinen Aufstieg hatte er in den ersten Jahren vor allem der Förderung durch seinen Vater, Vizekönig beider Sizilien und spanischen Gesandten am Heiligen Stuhl, zu verdanken. Er studierte an der Universität Salamanca. Er war Adliger (gentilhombre) am Hofe Philipps IV. von Spanien (1605–1665). Als 1622 sein Onkel Baltasar de Zúñiga starb, wurde er Premierminister. Der König, der 1621 seine Herrschaft angetreten hatte, überließ die Herrschaftsgeschäfte weitgehend Olivares.
Innenpolitisch bemühte sich Olivares zunächst um ein Ende der Misswirtschaft, die unter Philipp III. um sich gegriffen hatte. Nach außen vertrat er entschieden die spanisch-imperialistische Tradition und damit ein politisches Programm, das auf die Hegemonialmacht der spanischen Habsburger in Europa setzte. Wegen des immensen Steuerdrucks und des lahmenden Amerika-Handels waren die kastilische Staatskasse leer und die menschlichen Ressourcen erschöpft. Dies zwang Olivares zu wirtschaftlichen und militärischen Maßnahmen gegenüber anderen Landesteilen, insbesondere zu erneuten Kriegszügen gegen die nach Unabhängigkeit strebenden Niederlande. Nach anfänglichen Erfolgen 1618 (in Valtellina und in der Pfalz) folgten bald vor allem Niederlagen.

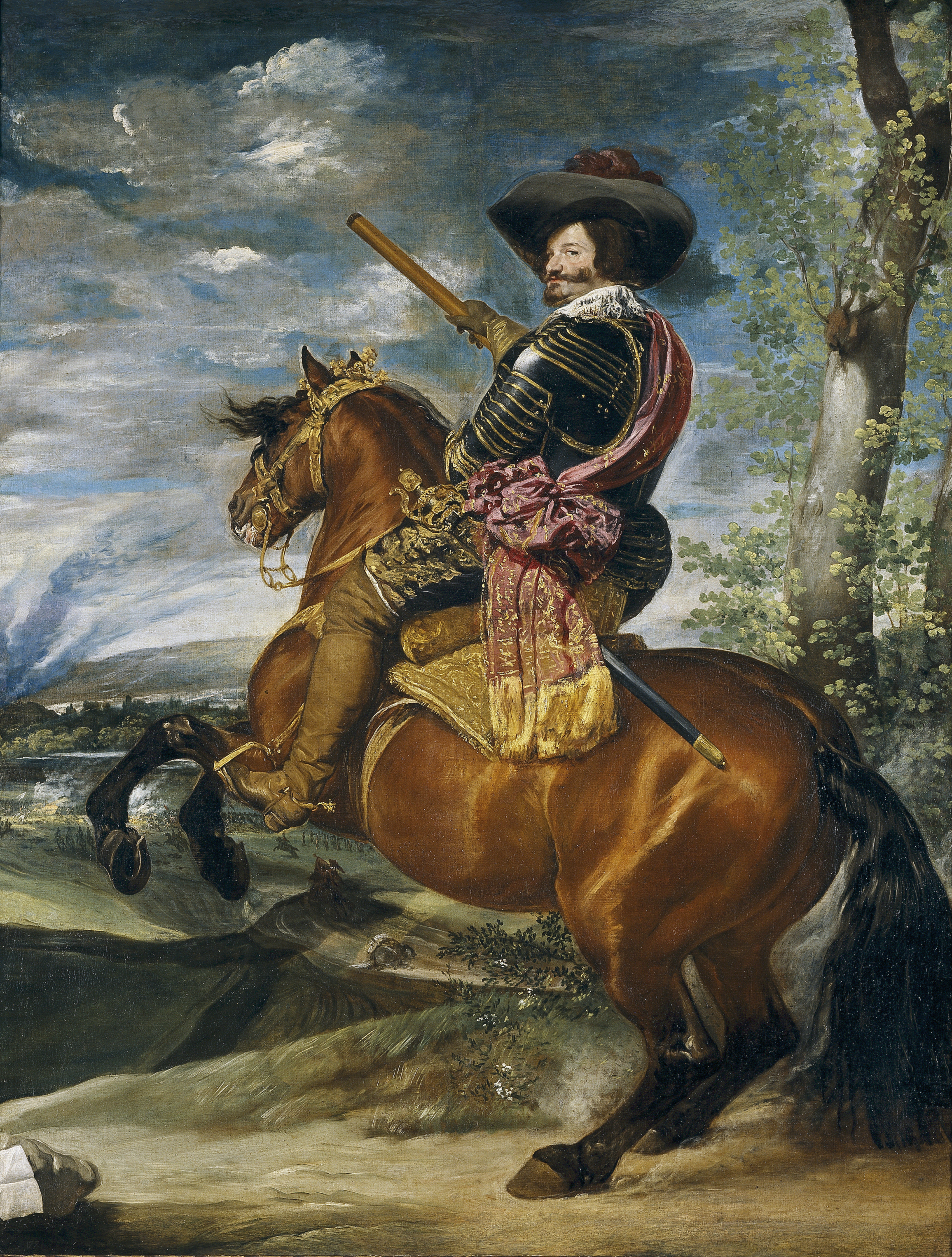
Diego Rodríguez de Silva y Velázquez, Reiterbildnis des Grafen-Herzogs von Olivares, 1634, Öl auf Leinwand, Prado

Olivares startete ein Reformprogramm (Junta de Reformación, 1623), das aber letztlich ebenfalls misslang. Er versuchte eine gerechtere Steuerverteilung in Kastilien, eine Neuorganisation des Bankensystems in enger Anlehnung an die kastilische Krone und eine engere Bindung der nicht-kastilischen Landesteile (vor allem Portugal und Katalonien) an dieses Finanzierungs- und Militärsystem durchzusetzen. Dieses Programm (Memorial del 1624) beinhaltete weitgehende Änderungen der Organisationen in den nicht-kastilischen Landesteilen und deren Kastilianisierung. Es zielte auf einen absolutistischen, monarchisch-spanisch-kastilischen Zentralstaat hin. Vor allem die Verwicklung in den Dreißigjährigen Krieg (1618–1648) in Deutschland aufseiten der verwandten österreichischen Habsburger belastete zunehmend die kastilische Monarchie. Der wachsende Steuerdruck und die Forderung nach Kriegsunterstüzung provozierten in Portugal und in Katalonien großen Widerstand und Aufstände gegen die kastilische Monarchie. Olivares schlug eine Waffenunion der aragonesischen Krone mit Kastilien vor, sprach sich andererseits gegen die katalanisch-aragonesische Verfassung aus. Aragon und Valencia lehnen die Waffenunion mit Kastilien ab und schränkten ihre Steuerzahlungen ein.
In Barcelona fand 1626 eine Krisensitzung des Parlamentes zu allen umstrittenen Fragen (katalanische Rekruten, Beleidigungen und Demütigungen Kataloniens seitens des Königs, Frage der Waffenunion) statt. Graf Olivares brach den teuren Besuch des Königs in Barcelona ab, verhinderte damit eine Verhandlungslösung und kehrte mit dem König unverrichteter Dinge nach Madrid zurück. In den folgenden Jahren griff Olivares unter anderem zur Konfiszierung der Einnahmen von Großgrundbesitzern, der Beschlagnahmung aller Einnahmen aus dem Handel mit dem amerikanischen Kontinent, Tributzahlungen von Beamten für ihre Einnahmen an den kastilischen Staat (media annata, 1631) und zur Ausgabe von Kriegsanleihen. 1632 scheiterte das Parlament in Barcelona abermals mit Vermittlungsbemühungen. 1635 ließ Olivares im Krieg mit Frankreich kastilische Truppen in Katalonien stationieren, die im Krieg um das Roussillon (1639–1640) noch erheblich vergrößert wurden.
Olivares’ Politik, die eine Einbindung Kataloniens und Portugals in die gesamtspanisch-kastilische Politik erzwingen wollte, erreichte ihr Gegenteil: Sie provozierte einen Aufstand Kataloniens gegen Philipp IV., den Aufstand der Schnitter (1640–1652) (siehe auch: Els Segadors), sowie die Lösung Portugals von der spanischen Krone im Dezember 1640. 1643 schickte Philipp IV. Olivares wegen dessen militärischen Niederlagen nach Toro ins Exil. Selbst Teile Andalusiens wollten sich in dieser Situation von der kastilischen Krone lossagen. Im Exil schrieb Olivares seine ohne große Wirkung bleibende Rechtfertigung unter dem Titel Nicandro, die ihm jedoch die Verfolgung durch die Inquisition einbrachte.
Kunsthistorisch ist Olivares bedeutsam, da er zu den frühen Förderern Diego Velázquez’ gehörte und er maßgeblich daran beteiligt war, dass dieser zum spanischen Hofmaler wurde. Velázquez hat ihn mehrfach porträtiert. Zu den kunsthistorischen bedeutsamsten Gemälden zählt ein Reiterporträt.

## Nachkommen
Verheiratet war der Herzog von Olivares in erster Ehe mit seiner Cousine, Inés de Zúñiga y Velasco (1584–1647). Dieser Ehe entstammt eine einzige Tochter:
- María de Guzmán y Zúñiga (1609–1626), verheiratet mit Ramiro Núñez de Guzmán (1612–1668), Herzog von Medina de las Torres.

Kind aus seiner Beziehung zu Isabel de Anversa:
- Enrique Felipe de Guzmán (1613–1646), verheiratet mit Juana de Velasco y Tovar, dieser Ehe entstammt: Gaspar de Guzmán y Fernández de Velasco (1646–1648).

Kinder aus der zweiten Ehe:
- Francisco Pacheco Tellez Giron, Graf von Puebla de Montalban, verheiratet mit Isabel Tellez Giron, 4. Herzogin von Uceda
- Isabel Manuela Pacheco de Aragón y Velasco, verheiratet mit Manuel Joaquín de Toledo y Portugal, Graf von Oropesa

Kinder aus der dritten Ehe:
- Teresa Enríquez de Almansa, verheiratet mit Luis Enríquez, Herzog von Medina de Rioseco
- Francisca Enríquez de Almansa y de Velasco, verheiratet mit Isidro de La Cueva y Enríquez, Marquis von Bedmar
- Mariana Enríquez de Almansa y Velasco